# Oscar for bedste film
Oscar for bedste film (eng: Academy Award for Best Picture) er en af Academy Awards of Merit-priser, der årligt uddeles af Academy of Motion Picture Arts and Sciences (AMPAS) til personer inden for filmindustrien. Bedste film-kategorien er den eneste kategori, hvor alle medlemmer af Akademiet ikke bare har mulighed for at stemme ved den endelige afstemning, men har mulighed for at nominere en film. Under de årlige Oscaruddelinger har Bedste Film-prisen altid været den sidste pris, der uddeles og siden 1951, har alle filmens producerer skulle afhente prisen på podiet. Prisen for bedste film anses som den vigtigste Oscarpris, da den uddeles til sidst og repræsenterer al instruktion-, skuespil- og forfatterpræstationer, der er blevet lagt i produktionen af filmen. Grand Staircase-søjlerne i Kodak Theatre i Los Angeles, hvor Oscaruddelingerne har været afholdt siden 2002, har i en montre opstillet enhver film, der har vundet Bedste film-titlen siden prisen blev introduceret. Den 14. juni 2011 annoncerede AMPAS at antallet af nomineringer ville variere mellem fem og ti film, et system, der vil begynde med den Oscaruddelingen i 2012, forudsat at filmen får tildelt 5 % af vinder-stemmerne under nomineringsprocessen.
Årstallene i nedenstående liste angiver tidspunktet for filmens premiere (i Californien) og dermed året før selve Oscar-uddelingen.

## Historie
Ved den 1. Oscar-uddeling i (for film fra 1927 og film fra 1928), var der ingen Bedste film-pris. Dengang var der to separate priser, den ene kaldt "Most Outstanding Production", der gik til Wings og den anden, der blev kaldet "Unique and Artistic Production", der gik til filmen Solopgang. Priserne var tilsigtet at skulle hylde forskellige og ligeligt vigtige aspekter af det generel filmproduktion og at dommerne og filmselskabsdirektørerne skulle forsøge at påvirke deres indflydelse med henhold til det sidstnævnte. MGM-direktøren Louis B. Mayer, som ikke brød sig om realismen i filmen En søn af Folket af King Vidor, var en anden nomineret, der (den tredje var Merian C. Cooper og Ernest B. Schoedsacks Chang) pressede dommerne til ikke at hylde hans egen film og til at vælge Solopgang i stedet. Det næste år introducerede Akademiet en enkelt pris under navnet "Bedste produktion" og besluttede med tilbagevendende kraft at prisen, som gik til Wings havde samme betydning som den nye, hvilket betyder at Wings i dag ofte bliver refereret til at være den eneste vinder af "Bedste film" det første år. Prisens titel blev endegyldigt ændret til "Bedste film" ved Oscaruddelingen i 1931.
Fra 1944 til 2008 begrænsede Akademiet antal nomineringer til "Bedste film" til fem per år. Ved Oscaruddelingen 2010, der var den 83. uddeling, har der været 485 nomineringer til "Bedste film"-prisen. Der ses en tydelig sammenhæng mellem "Oscar for bedste film" og og "Oscar for bedste instruktør" gennem historien. Af de 86 film, der gennem tiden har vundet en "Bedste film"-pris (pr. 2014), har 61 af de samme film også vundet i kategorien "Bedste instruktør". Kun tre film film har modtaget en "Bedste film"-pris uden at filmens instruktør tilsvarende var blevet nomineret (selvom dette også kun er sket én gang siden starten af 1930'erne): Wings (1927/28), Grand Hotel (1931/32) og Driving Miss Daisy (1989). De eneste to instruktører, der har vundet "Bedste instruktør" uden at deres film modtog en "Bedste film"-nominering skete ligeledes også i opstarten: Lewis Milestone (1927/28) og Frank Lloyd (1928/29).
Den 24. juni 2009, annoncerede AMPAS at antallet af film, der kunne blive nomineret til "Bedste film"-prisen ville stige fra 5 til 10 med start ved Oscaruddelingen 2009. Denne udvidelse fører tilbage til Akademiets tidlige uddelinger i 1930'erne og 40'erne, hvor imellem 8 og 12 blev kunne stå på den endelige liste over nominerede. "At have 10 nominerede i "Bedste film" er med til at gøre det muligt for Akademiets stemmere at anerkende og inkludere nogle af de fantastiske film, der ofte dukker op i andre Oscar-kategorier, men er blevet skubbet ud af kampen om topprisen," siger AMPAS-direktøren Sid Ganis i en pressekonference. "Jeg kan ikke vente med at se, hvordan listen over de 10 nominerede ser ud, når dette bliver offentliggjort i februar." Samtidig vil stemmesystemet blive ændret fra det er den med de fleste stemmer, der vinder til et system, hvor man vælger en vinder ud fra en stor gruppe kandidater ved at bruge prioriteringsafstemning, hvor man giver point til alle kandidater, dog alt efter, hvor meget man ønsker, de vinder.
En ting, man har overvejet i henhold til "Bedste film" er manglen på ikke-engelsktalende film i andre kategorier end i Oscar for bedste udenlandske film. Meget få udenlandske film har været nomineret til andre kategorier, uanset filmens kunstneriske værdi. Til dato er kun otte udenlandske film (tre delvis udenlandske film) blevet nomineret til "Bedste film": Den store illusion (Fransk, 1938); Z (Fransk, 1969); Udvandrerne (Svensk 1972); Hvisken og råb (Svensk, 1973); Il postino (Italiensk/spansk, 1995); Livet er smukt (Italiensk, 1998); Tiger på spring, drage i skjul (Mandarin, 2000); og Letters from Iwo Jima (Japansk, 2006), som ikke var kvalificeret til "Bedste udenlandske film", da de var amerikanskproduceret. De eneste delvise udenlandske film, der har vundet "Bedste film" er The Godfather Part II (Engelsk/siciliansk, 1974), The Last Emperor (Engelsk/mandarin, 1987) og Slumdog Millionaire (Engelsk/hindi, 2008).
Et andet punkt under samme problematik, er det ses at næsten alle de seneste vinderfilm, alle har varet 2 timer og længere: Crash (2005, 112 minutter) er den korteste film, der har vundet "Bedste film" igennem de sidste 20 år. Prisen er blevet kritiseret for at ignorere film, der var enorme kommercielle og anmelderroste successer. Yderligeremere, da ingen animationsfilm har vundet en pris (Disneys Skønheden og udyret og Disney-Pixars Op og Toy Story 3 var nomineret) og kun en komedie (Shakespeare in Love, 1998) har vundet en pris igennem de sidste 30 år.
Til dato, er kun elleve vindende film blevet finansieret udelukkende kun i udlandet; alle elleve blev, enten delvis eller helt, finansieret af Storbritannien. Disse film var i kronologisk orden: Hamlet, The Bridge on the River Kwai, Lawrence af Arabien, Tom Jones, Mand til alle tider, Oliver!, Chariots of Fire, Gandhi, The Last Emperor, Slumdog Millionaire og Kongens store tale
Ingen "Bedste film"-vinderne er gået tabt af den ene eller anden grund, selvom få som fx Intet nyt fra vestfronten og Lawrence af Arabien findes kun i en bearbejdet form og ikke som deres originale, prisvindende udgivelsesform, på grund af redigering til genudgivelse (og sommetider delvis genudgivet af arkiver). Andre vindere og nominerede såsom Tom Jones og Star Wars er i store træk stadig mulige at finde, dog i bearbejdede udgaver. Filmen The Patriot er den eneste "Bedste film"-nominerede, der er gået tabt; The Racket, troede man var gået tabt i mange år, men en udgave blev fundet i produceren Howard Hughes' arkiver og er siden blevet vist på Turner Classic Movies.

## Vindere og nominerede
I nedenstående liste ses vinderen for året. Med undtagelse af de første år (da prisen ikke fulgte et kalenderår) er det skrevne år, i hvilket filmen først havde premiere i Los Angeles County, California; normalt er dette også året for den første premiere, men det kan også være året efter første premiere (som med Casablanca og, hvis filmfestivalpremiere er medregnet Crash). Dette er året før ceremonien, for hvilket år prisen er givet for: for eksempel, hvis en film har biografpremiere i 2005, så er filmen kvalificeret til Oscar-uddelingen for 2005 i kategorien "Bedste Film", der bliver uddelt i 2006. Hvilken nummer i rækken uddelingen er(1., 2. osv.) vil optræde i parenteserne efter uddelingsåret, og referer til artiklen, der evt. hører til uddelingen. De tre kolonner viser først den vindende films titel, navnet på produktionsfirmaet og på filmproduceren. For udenlandske film er originaltitlen også vist. Indtil 1950 blev "Bedste film"-prisen tildelt produktionsfirmaet; fra 1951 til nu, er prisen gået til produceren. Prisens officielle navn har ændret sig adskillige gange igennem årene:
- 1927/28 → 1928/29: Outstanding Picture
- 1929/30 → 1940: Outstanding Production
- 1941 → 1943: Outstanding Motion Picture
- 1944 → 1961: Best Motion Picture
- 1962 → i dag: Best Picture

Ved den første uddeling, blev 3 film hver nomineret til to forskellige priser, der ligner "Bedste film"-prisen. For de efterfølgende tre år, blev 5 film nomineret til prisen. Antallet af nominerede steg til otte i 1933, til ti i 1934, og til tolv i 1935, for man igen lod den falde til ti i 1937. I 1945 reducerede man antallet tilbage til fem. Dette antal forblev uændret indtil 2010, hvor man igen har øget det til ti.
For de første seks uddelinger, strakte kvalifikationsperioden sig over to kalenderår. For eksempel, anerkendte Oscar-uddelingen 1930 d. 3. april 1930, film, som blev udgivet mellem 1. august, 1928 og 31. juli, 1929. Ved Oscaruddelingen 1935, strakte kvalifikationsperioden sig fra det det foregående kalenderår fra 1. januar til 31. december.

## 1920'erne
Årstallene i nedenstående liste angiver tidspunktet for filmens premiere (i Californien) og dermed året før selve Oscar-uddelingen.
| Film           | Produktionsselskab(er)          | Producere(r)   |
| -------------- | ------------------------------- | -------------- |
| Wings          | Paramount, Famous Players-Lasky | Lucien Hubbard |
| The Racket     | Caddo, Paramount                | Howard Hughes  |
| Seventh Heaven | Fox                             | William Fox    |

| Film                        | Produktionsselskab(er)              | Producer(s)                           |
| --------------------------- | ----------------------------------- | ------------------------------------- |
| The Broadway Melody         | Metro-Goldwyn-Mayer[L]              | Irving Thalberg & Lawrence Weingarten |
| Alibi                       | Feature Productions, United Artists | Roland West                           |
| The Hollywood Revue of 1929 | Metro-Goldwyn-Mayer                 | Harry Rapf                            |
| In Old Arizona              | Fox                                 | Winfield Sheehan[G]                   |
| The Patriot                 | Paramount                           | Ernst Lubitsch                        |

## 1930'erne
Årstallene i nedenstående liste angiver tidspunktet for filmens premiere (i Californien) og dermed året før selve Oscar-uddelingen.
| Film                                                            | Produktionsselskab(er) | Producere(r)                  |
| --------------------------------------------------------------- | ---------------------- | ----------------------------- |
| Intet nyt fra vestfronten (eng: All Quiet at the Western Front) | Universal              | Carl Laemmle, Jr.             |
| The Big House                                                   | Metro-Goldwyn-Mayer    | Irving Thalberg               |
| Disraeli                                                        | Warner Bros.           | Jack Warner, Darryl F. Zanuck |
| Utro (eng: The Divorcee)                                        | Metro-Goldwyn-Mayer    | Robert Z. Leonard             |
| Prinsgemalen (eng: The Love Parade)                             | Paramount              | Ernst Lubitsch                |

| Film           | Produktionsselskab(er) | Producere(r)        |
| -------------- | ---------------------- | ------------------- |
| Cimarron       | RKO Radio              | William LeBaron     |
| East Lynne     | Fox                    | Winfield Sheehan[G] |
| The Front Page | Caddo, United Artists  | Howard Hughes       |
| Skippy         | Paramount              | Adolph Zukor        |
| Trader Horn    | Metro-Goldwyn-Mayer    | Irving G. Thalberg  |

| Film                                        | Produktionsselskab(er)  | Producere(r)        |
| ------------------------------------------- | ----------------------- | ------------------- |
| Grand Hotel                                 | Metro-Goldwyn-Mayer     | Irving Thalberg     |
| Martin Arrowsmith                           | Goldwyn, United Artists | Samuel Goldwyn      |
| Bad Girl                                    | Fox                     | Winfield Sheehan[G] |
| Champ, Mesterbokseren (eng: The Champ)      | Metro-Goldwyn-Mayer     | King Vidor          |
| Five Star Final                             | First National          | Hal B. Wallis       |
| En time med dig (eng: One Hour With You)    | Paramount               | Ernst Lubitsch      |
| Shanghai-ekspressen (eng: Shanghai Express) | Paramount               | Adolph Zukor        |
| The Smiling Lieutenant                      | Paramount               | Ernst Lubitsch      |

| Film                                                                | Produktionsselskab(er)       | Producere(r)                       |
| ------------------------------------------------------------------- | ---------------------------- | ---------------------------------- |
| Cavalcade[H]                                                        | Fox                          | Winfield Sheehan[G]                |
| Farvel til våbnene[H] (eng: A Farewell to Arms)                     | Paramount                    | Adolph Zukor                       |
| 42. gade (eng: 42nd Street)                                         | Warner Bros.                 | Darryl F. Zanuck                   |
| Jeg er en flygtning (eng: I Am a Fugitive from a Chain Gang)        | Warner Bros.                 | Hal B. Wallis                      |
| Lady for en dag (eng: Lady for a Day)                               | Columbia                     | Frank Capra                        |
| Pigebørn[H] (eng: Little Women)                                     | RKO Radio                    | Merian C. Cooper, Kenneth MacGowan |
| Henrik den Ottendes privatliv (eng: The Private Life of Henry VIII) | London Films, United Artists | Alexander Korda                    |
| She Done Him Wrong                                                  | Paramount                    | William LeBaron                    |
| To må man være (eng: Smilin' Through)                               | Metro-Goldwyn-Mayer          | Irving Thalberg                    |
| Lykkens Karrusel (eng: State Fair )                                 | Fox                          | Winfield Sheehan[G]                |

| Film                                                                 | Produktionsselskab(er)       | Producere(r)                                      |
| -------------------------------------------------------------------- | ---------------------------- | ------------------------------------------------- |
| Det hændte en nat (eng: It Happened One Night)[I]                    | Columbia                     | Harry Cohn                                        |
| Barretts fra Wimpole Street (eng: The Barretts of Wimpole Street)[I] | Metro-Goldwyn-Mayer          | Irving Thalberg                                   |
| Cleopatra                                                            | Paramount                    | Cecil B. DeMille                                  |
| Hele hærens gavtyv' (eng: Flirtation Walk)                           | First National               | Jack L. Warner, Hal B. Wallis, Robert Lord        |
| Continental (eng: The Gay Divorcee)                                  | RKO Radio                    | Pandro S. Berman                                  |
| Here Comes the Navy                                                  | Warner Bros.                 | Lou Edelman                                       |
| Huset Rothschild' (eng: The House of Rothschild)[I]                  | 20th Century, United Artists | Darryl F. Zanuck, William Goetz, Raymond Griffith |
| Lykken banker på din dør (eng: Imitation of Life )                   | Universal                    | John M. Stahl                                     |
| One Night of Love                                                    | Columbia                     | Harry Cohn, Everett Riskin                        |
| Den tynde mand (eng: The Thin Man )                                  | Metro-Goldwyn-Mayer          | Hunt Stromberg                                    |
| Viva Villa (eng: Viva Villa!)                                        | Metro-Goldwyn-Mayer          | David O. Selznick                                 |
| Den hvide parade (eng: The White Parade)                             | Fox                          | Jesse L. Lasky                                    |

| Film                                                   | Produktionsselskab(er)       | Producere(r)                                        |
| ------------------------------------------------------ | ---------------------------- | --------------------------------------------------- |
| Mytteri på Bounty (eng: Mutiny on the Bounty)[J]       | Metro-Goldwyn-Mayer          | Irving Thalberg, Albert Lewin                       |
| 19 år (eng: Alice Adams)                               | RKO Radio                    | Pandro S. Berman                                    |
| Broadway Melodi 1936 (eng: Broadway Melody of 1936)    | Metro-Goldwyn-Mayer          | John W. Considine, Jr.                              |
| Kaptajn Blod (eng: Captain Blood)[J]                   | Warner Bros., Cosmopolitan   | Hal B. Wallis, Harry Joe Brown, Gordon Hollingshead |
| David Copperfield                                      | Metro-Goldwyn-Mayer          | David O. Selznick                                   |
| Forræder (eng: The Informer)[J]                        | RKO Radio                    | Cliff Reid                                          |
| Englands sønner (eng: The Lives of a Bengal Lancer)    | Paramount                    | Louis D. Lighton                                    |
| En skærsommernatsdrøm (eng: A Midsummer Night's Dream) | Warner Bros.                 | Henry Blanke                                        |
| De elendige (eng: Les Misérables)                      | 20th Century, United Artists | Darryl F. Zanuck                                    |
| Letsindige Marietta (eng: Naughty Marietta )           | Metro-Goldwyn-Mayer          | Hunt Stromberg                                      |
| Det begyndte i Paris (eng: Ruggles of Red Gap)         | Paramount                    | Arthur Hornblow, Jr.                                |
| Top Hat                                                | RKO Radio                    | Pandro S. Berman                                    |

| Film                                                                      | Produktionsselskab(er)  | Producere(r)                     |
| ------------------------------------------------------------------------- | ----------------------- | -------------------------------- |
| Revykongen Ziegfeld (eng: The Great Ziegfeld)                             | Metro-Goldwyn-Mayer     | Hunt Stromberg                   |
| Anthony Adverse                                                           | Warner Bros.            | Henry Blanke                     |
| Hr. og Fru Dodsworth intime (eng: Dodsworth)                              | Goldwyn, United Artists | Samuel Goldwyn, Merritt Hulbert  |
| Hendes rygte er i fare (eng: Libeled Lady)                                | Metro-Goldwyn-Mayer     | Lawrence Weingarten              |
| En gentleman kommer til byen (eng: Mr. Deeds Goes to Town)                | Columbia                | Frank Capra                      |
| Romeo og Julie (eng: Romeo and Juliet)                                    | Metro-Goldwyn-Mayer     | Irving Thalberg                  |
| San Francisco                                                             | Metro-Goldwyn-Mayer     | John Emerson, Bernard H. Hyman   |
| Louis Pasteur - menneskehedens velgører (eng: The Story of Louis Pasteur) | Warner Bros.            | Henry Blanke                     |
| To byer (eng: A Tale of Two Cities)                                       | Metro-Goldwyn-Mayer     | David O. Selznick                |
| Tre smarte piger (eng: Three Smart Girls)                                 | Universal               | Joe Pasternak, Charles R. Rogers |

| Film                                                  | Produktionsselskab(er)                 | Producere(r)                       |
| ----------------------------------------------------- | -------------------------------------- | ---------------------------------- |
| Emile Zola's liv (eng: The Life of Emile Zola)        | Warner Bros.                           | Henry Blanke                       |
| Den frygtelige sandhed (eng: The Awful Truth)         | Columbia                               | Leo McCarey, Everett Riskin        |
| Havets helte (eng: Captains Courageous)               | Metro-Goldwyn-Mayer                    | Louis Lighton                      |
| Blindgaden (eng: Dead End)                            | Goldwyn, United Artists                | Samuel Goldwyn, Merritt Hulbert    |
| Den gode jord (eng: The Good Earth)                   | Metro-Goldwyn-Mayer                    | Irving Thalberg, Albert Lewin      |
| Chicago (eng: In Old Chicago)                         | 20th Century Fox                       | Darryl F. Zanuck, Kenneth MacGowan |
| Tabte horisonter (eng: Lost Horizon)                  | Columbia                               | Frank Capra                        |
| 100 mand og én pige (eng: One Hundred Men and a Girl) | Universal                              | Charles R. Rogers, Joe Pasternak   |
| Stage Door                                            | RKO Radio                              | Pandro S. Berman                   |
| Hollywood bag kulisserne (eng: A Star Is Born )       | Selznick International, United Artists | David O. Selznick                  |

| Film                                                           | Produktionsselskab(er)       | Producere(r)                      |
| -------------------------------------------------------------- | ---------------------------- | --------------------------------- |
| Du kan ikke tage det med dig (eng: You Can't Take It With You) | Columbia                     | Frank Capra                       |
| Robin Hood (eng: The Adventures of Robin Hood)                 | Warner Bros.                 | Hal B. Wallis, Henry Blanke       |
| Alexander's Ragtime Band                                       | 20th Century Fox             | Darryl F. Zanuck, Harry Joe Brown |
| Drengebyen (eng: Boys Town)                                    | Metro-Goldwyn-Mayer          | John W. Considine, Jr.            |
| Borgen (eng: The Citadel)                                      | Metro-Goldwyn-Mayer          | Victor Saville                    |
| Fire døtre (eng: Four Daughters)                               | Warner Bros., First National | Hal B. Wallis, Henry Blanke       |
| La grand illusion (eng: Grand Illusion)                        | R. A. O., World Pictures     | Frank Rollmer, Albert Pinkovitch  |
| Jezebel                                                        | Warner Bros.                 | Hal B. Wallis, Henry Blanke       |
| Pygmalion                                                      | Metro-Goldwyn-Mayer          | Gabriel Pascal                    |
| Vor tids helte                                                 | Metro-Goldwyn-Mayer          | Louis Lighton                     |

| Film                                                          | Produktionsselskab(er)        | Producere(r)      |
| ------------------------------------------------------------- | ----------------------------- | ----------------- |
| Borte med blæsten (eng: Gone with the Wind)                   | Selznick, Metro-Goldwyn-Mayer | David O. Selznick |
| Sejr over mørket (eng: Dark Victory)                          | Warner Bros.                  | David Lewis       |
| Farvel Mr. Chips (eng: Goodbye, Mr. Chips)                    | Metro-Goldwyn-Mayer           | Victor Saville    |
| Han og hun (eng: Love Affair)                                 | RKO Radio                     | Leo McCarey       |
| Mr. Smith kommer til byen (eng: Mr. Smith Goes to Washington) | Columbia                      | Frank Capra       |
| Ninotchka                                                     | Metro-Goldwyn-Mayer           | Sidney Franklin   |
| Mus og mænd (eng: Of Mice and Men)                            | Roach, United Artists         | Lewis Milestone   |
| Diligencen (eng: Stagecoach)                                  | United Artists                | Walter Wanger     |
| Troldmanden fra Oz (eng: The Wizard of Oz)                    | Metro-Goldwyn-Mayer           | Mervyn LeRoy      |
| Stormfulde højder (eng: Wuthering Heights)                    | Goldwyn, United Artists       | Samuel Goldwyn    |

## 1940'erne
Årstallene i nedenstående liste angiver tidspunktet for filmens premiere (i Californien) og dermed året før selve Oscar-uddelingen.
| Film                                                    | Produktionsselskab(er)         | Producere(r)                               |
| ------------------------------------------------------- | ------------------------------ | ------------------------------------------ |
| Rebecca                                                 | Selznick, United Artists       | David O. Selznick                          |
| Alt dette og himlen med (eng: All This, and Heaven Too) | Warner Bros.                   | Jack L. Warner, Hal B. Wallis, David Lewis |
| Udenrigskorrespondenten (eng: Foreign Correspondent)    | Wanger, United Artists         | Walter Wanger                              |
| Vredens druer (eng: The Grapes of Wrath)                | 20th Century Fox               | Darryl F. Zanuck, Nunnally Johnson         |
| Diktatoren (eng: The Great Dictator)                    | Chaplin, United Artists        | Charlie Chaplin                            |
| Kitty Foyle                                             | RKO Radio                      | David Hempstead                            |
| Kvindeløgne (eng: The Letter)                           | Warner Bros.                   | Hal B. Wallis                              |
| Den lange rejse hjem (eng: The Long Voyage Home)        | Argosy, Wanger, United Artists | John Ford                                  |
| Vor lille by (eng: Our Town)                            | Lesser, United Artists         | Sol Lesser                                 |
| Natten før brylluppet (eng: The Philadelphia Story)     | Metro-Goldwyn-Mayer            | Joseph L. Mankiewicz                       |

| Film                                                    | Produktionsselskab(er) | Producere(r)                  |
| ------------------------------------------------------- | ---------------------- | ----------------------------- |
| Grøn var min barndomsdal (eng: How Green Was My Valley) | 20th Century Fox       | Darryl F. Zanuck              |
| Blomster i skygge (eng: Blossoms in the Dust)           | Metro-Goldwyn-Mayer    | Irving Asher                  |
| Citizen Kane                                            | RKO Radio              | Orson Welles                  |
| Her kommer Mr. Jordan (eng: Here Comes Mr. Jordan)      | Columbia               | Everett Riskin                |
| Det må ikke blive morgen (eng: Hold Back the Dawn)      | Paramount              | Arthur Hornblow, Jr.          |
| De små ræve (eng: The Little Foxes)                     | RKO Radio              | Samuel Goldwyn                |
| Ridderfalken (eng: The Maltese Falcon)                  | Warner Bros.           | Hal B. Wallis                 |
| One Foot in Heaven                                      | Warner Bros.           | Hal B. Wallis                 |
| Sergeant York                                           | Warner Bros.           | Hal B. Wallis, Jesse L. Lasky |
| Mistanken (eng: Suspicion)                              | RKO Radio              | Alfred Hitchcock              |

| Film                                               | Produktionsselskab(er) | Producere(r)                               |
| -------------------------------------------------- | ---------------------- | ------------------------------------------ |
| Mrs. Miniver                                       | Metro-Goldwyn-Mayer    | Sidney Franklin                            |
| 49. breddegrad (eng: 49th Parallel)                | GFD, Columbia          | Michael Powell                             |
| Af ild og støv (eng: Kings Row)                    | Warner Bros.           | Hal B. Wallis                              |
| Familien Amberson (eng: The Magnificent Ambersons) | Mercury, RKO Radio     | Orson Welles                               |
| Manden med pilefløjterne (eng: The Pied Piper)     | 20th Century Fox       | Nunnally Johnson                           |
| Når mænd er bedst (eng: The Pride of the Yankees)  | Goldwyn, RKO Radio     | Samuel Goldwyn                             |
| Tilældets høst (eng: Random Harvest)               | Metro-Goldwyn-Mayer    | Sidney Franklin                            |
| Han kom om natten (eng: The Talk of the Town)      | Columbia               | George Stevens                             |
| Stillehavet brænder (eng: Wake Island)             | Paramount              | Joseph Sistrom                             |
| Yankee Doodle Dandy                                | Warner Bros.           | Jack Warner, Hal B. Wallis, William Cagney |

| Film                                                      | Produktionsselskab(er) | Producere(r)     |
| --------------------------------------------------------- | ---------------------- | ---------------- |
| Casablanca                                                | Warner Bros.           | Hal B. Wallis    |
| Hvem ringer klokkerne for? (eng: For Whom the Bell Tolls) | Paramount              | Sam Wood         |
| Himlen må vente (eng: Heaven Can Wait)                    | 20th Century Fox       | Ernst Lubitsch   |
| Sådan er livet (eng: The Human Comedy)                    | Metro-Goldwyn-Mayer    | Clarence Brown   |
| Havet er vores skæbne (eng: In Which We Serve)            | United Artists         | Noël Coward      |
| Madame Curie                                              | Metro-Goldwyn-Mayer    | Sidney Franklin  |
| Jo mere vi er sammen (eng: The More the Merrier)          | Columbia               | George Stevens   |
| De døde ved daggry (eng: The Ox-Bow Incident)             | 20th Century Fox       | Lamar Trotti     |
| Sangen om Bernadette (eng: The Song of Bernadette )       | 20th Century Fox       | William Perlberg |
| Watch on the Rhine                                        | Warner Bros.           | Hal B. Wallis    |

| Film                                              | Produktionsselskab(er)   | Producere(r)         |
| ------------------------------------------------- | ------------------------ | -------------------- |
| Går du min vej? (eng: Going My Way)               | Paramount                | Leo McCarey          |
| Kvinden uden samvittighed (eng: Double Indemnity) | Paramount                | Joseph Sistrom       |
| Gaslys (eng: Gaslight)                            | Metro-Goldwyn-Mayer      | Arthur Hornblow, Jr. |
| Since You Went Away                               | Selznick, United Artists | David O. Selznick    |
| Wilson                                            | 20th Century Fox         | Darryl F. Zanuck     |

| Film                                               | Produktionsselskab(er) | Producere(r)      |
| -------------------------------------------------- | ---------------------- | ----------------- |
| Forspildte dage (eng: The Lost Weekend)            | Paramount              | Charles Brackett  |
| Orlov i Hollywood (eng: Anchors Aweigh)            | Metro-Goldwyn-Mayer    | Joe Pasternak     |
| Sct. Mary's klokker (eng: The Bells of St. Mary's) | RKO Radio              | Leo McCarey       |
| Mildred Pierce                                     | Warner Bros.           | Jerry Wald        |
| Troldbunden (eng: Spellbound)                      | United Artists         | David O. Selznick |

| Film                                                | Produktionsselskab(er) | Producere(r)     |
| --------------------------------------------------- | ---------------------- | ---------------- |
| De bedste år (eng: The Best Years of Our Lives)     | RKO Radio              | Samuel Goldwyn   |
| Henry V                                             | United Artists         | Laurence Olivier |
| Det er herligt at leve (eng: It's a Wonderful Life) | RKO Radio              | Frank Capra      |
| Knivens æg (eng: The Razor's Edge)                  | 20th Century Fox       | Darryl F. Zanuck |
| Hjortkalven (eng: The Yearling)                     | Metro-Goldwyn-Mayer    | Sidney Franklin  |

| Film                                                | Produktionsselskab(er) | Producere(r)     |
| --------------------------------------------------- | ---------------------- | ---------------- |
| Mand og mand imellem (eng: Gentleman's Agreement)   | 20th Century Fox       | Darryl F. Zanuck |
| Biskoppens kone (eng: The Bishop's Wife)            | RKO Radio              | Samuel Goldwyn   |
| Blindt had (eng: Crossfire)                         | RKO Radio              | Adrian Scott     |
| Store forventninger (eng: Great Expectations)       | Rank-Cineguild, U-I    | Ronald Neame     |
| Miraklet på Manhattan (eng: Miracle on 34th Street) | 20th Century Fox       | William Perlberg |

| Film                                                        | Produktionsselskab(er)                                      | Producere(r)                       |
| ----------------------------------------------------------- | ----------------------------------------------------------- | ---------------------------------- |
| Hamlet                                                      | J. Arthur Rank-Two Cities Films, Universal International    | Laurence Olivier                   |
| Johnny Belinda                                              | Warner Bros.                                                | Jerry Wald                         |
| De røde sko (eng: The Red Shoes)                            | Rank Organisation, Powell and Pressburger, Eagle-Lion Films | Michael Powell, Emeric Pressburger |
| Ormegården (eng: The Snake Pit)                             | 20th Century Fox                                            | Anatole Litvak, Robert Bassler     |
| Tre mænd søger guld (eng: The Treasure of the Sierra Madre) | Warner Bros.                                                | Henry Blanke                       |

| Film                                          | Produktionsselskab(er) | Producere(r)     |
| --------------------------------------------- | ---------------------- | ---------------- |
| Alle kongens mænd (eng: All the King's Men)   | Rossen, Columbia       | Robert Rossen    |
| Heltene fra Bastogne (eng: Battleground )     | Metro-Goldwyn-Mayer    | Dore Schary      |
| Arvingen (eng: The Heiress)                   | Paramount              | William Wyler    |
| Husveninden (eng: A Letter to Three Wives)    | 20th Century Fox       | Sol C. Siegel    |
| Drenge bliver mænd (eng: Twelve O'Clock High) | 20th Century Fox       | Darryl F. Zanuck |

## 1950'erne
Årstallene i nedenstående liste angiver tidspunktet for filmens premiere (i Californien) og dermed året før selve Oscar-uddelingen.
| Film                                            | Produktionsselskab(er) | Producere(r)     |
| ----------------------------------------------- | ---------------------- | ---------------- |
| Alt om Eva (eng: All About Eve)                 | 20th Century Fox       | Darryl F. Zanuck |
| Født i går (eng: Born Yesterday)                | Columbia               | S. Sylvan Simon  |
| Brudens far (eng: Father of the Bride)          | Metro-Goldwyn-Mayer    | Sam Zimbalist    |
| Kong Salomons miner (eng: King Solomon's Mines) | Metro-Goldwyn-Mayer    | Sam Zimbalist    |
| Sunset Boulevard                                | Paramount              | Charles Brackett |

| Film                                                   | Produktionsselskab(er) | Producere(r)                   |
| ------------------------------------------------------ | ---------------------- | ------------------------------ |
| En amerikaner i Paris (eng: An American in Paris)      | Metro-Goldwyn-Mayer    | Arthur Freed                   |
| Afgørelse ved daggry (eng: Decision Before Dawn)       | 20th Century Fox       | Anatole Litvak, Frank McCarthy |
| En plads i solen (eng: A Place in the Sun)             | Paramount              | George Stevens                 |
| Quo Vadis? (eng: Quo Vadis)                            | Metro-Goldwyn-Mayer    | Sam Zimbalist                  |
| Omstigning til Paradis (eng: A Streetcar Named Desire) | Warner Bros.           | Charles K. Feldman             |

| Film                                                   | Produktionsselskab(er) | Producere(r)                |
| ------------------------------------------------------ | ---------------------- | --------------------------- |
| Verdens største show (eng: The Greatest Show on Earth) | Paramount              | Cecil B. DeMille            |
| Sheriffen (eng: High Noon)                             | United Artists         | Stanley Kramer              |
| Ivanhoe                                                | Metro-Goldwyn-Mayer    | Pandro S. Berman            |
| Moulin Rouge                                           | United Artists         | John Huston                 |
| Den tavse mand (eng: The Quiet Man)                    | Republic               | John Ford, Merian C. Cooper |

| Film                                              | Produktionsselskab(er) | Producere(r)   |
| ------------------------------------------------- | ---------------------- | -------------- |
| Herfra til evigheden (eng: From Here to Eternity) | Columbia               | Buddy Adler    |
| Julius Caesar                                     | Metro-Goldwyn-Mayer    | John Houseman  |
| Men jeg så ham dø (eng: The Robe)                 | 20th Century Fox       | Frank Ross     |
| Prinsessen holder fridag (eng: Roman Holiday)     | Paramount              | William Wyler  |
| Shane, den tavse rytter (eng: Shane)              | Paramount              | George Stevens |

| Film                                                            | Produktionsselskab(er) | Producere(r)     |
| --------------------------------------------------------------- | ---------------------- | ---------------- |
| I storbyens havn (eng: On the Waterfront)                       | Columbia               | Sam Spiegel[N]   |
| Mytteriet på Caine (eng: The Caine Mutiny)                      | Columbia               | Stanley Kramer   |
| The Country Girl                                                | Paramount              | William Perlberg |
| Syv brude til syv brødre (eng: Seven Brides for Seven Brothers) | Metro-Goldwyn-Mayer    | Jack Cummings    |
| Kærlighedsfontænen (eng: Three Coins in the Fountain)           | 20th Century Fox       | Sol C. Siegel    |

| Film                                                            | Produktionsselskab(er) | Producere(r)   |
| --------------------------------------------------------------- | ---------------------- | -------------- |
| Marty                                                           | United Artists         | Harold Hecht   |
| Den fryd, der rummer alt (eng: Love Is a Many-Splendored Thing) | 20th Century Fox       | Buddy Adler    |
| Mister Roberts                                                  | Warner Bros.           | Leland Hayward |
| Picnic                                                          | Columbia               | Fred Kohlmar   |
| Den tatoverede rose (eng: The Rose Tattoo)                      | Paramount              | Hal B. Wallis  |

| Film                                                      | Produktionsselskab(er) | Producere(r)                   |
| --------------------------------------------------------- | ---------------------- | ------------------------------ |
| Jorden rundt i 80 dage (eng: Around the World in 80 Days) | United Artists         | Michael Todd                   |
| Folket i den lykkelige dal (eng: Friendly Persuasion)     | Allied Artists         | William Wyler                  |
| Giganten (eng: Giant)                                     | Warner Bros.           | George Stevens, Henry Ginsberg |
| Kongen og jeg (eng: The King and I)                       | 20th Century Fox       | Charles Brackett               |
| De ti bud (eng: The Ten Commandments)                     | Paramount              | Cecil B. DeMille               |

| Film                                                 | Produktionsselskab(er) | Producere'(r)              |
| ---------------------------------------------------- | ---------------------- | -------------------------- |
| The Bridge on the River Kwai                         | Columbia               | Sam Spiegel                |
| Når man er ung' (eng: Peyton Place)                  | 20th Century Fox       | Jerry Wald                 |
| Sayonara... farlig kærlighed (eng: Sayonara)         | Warner Bros.           | William Goetz              |
| Tolv vrede mænd (eng: 12 Angry Men)                  | United Artists         | Henry Fonda, Reginald Rose |
| Anklagerens vidne (eng: Witness for the Prosecution) | United Artists         | Arthur Hornblow, Jr.       |

| Film                                                 | Produktionsselskab(er) | Producere(r)        |
| ---------------------------------------------------- | ---------------------- | ------------------- |
| Gigi                                                 | Metro-Goldwyn-Mayer    | Arthur Freed        |
| Auntie Mame                                          | Warner Bros.           | Jack L. Warner      |
| Kat på et varmt bliktag (eng: Cat on a Hot Tin Roof) | Metro-Goldwyn-Mayer    | Lawrence Weingarten |
| Lænken (eng: The Defiant Ones)                       | Kramer, United Artists | Stanley Kramer      |
| Fra bord til bord (eng: Separate Tables)             | United Artists         | Harold Hecht        |

| Film                                              | Produktionsselskab(er)          | Producere(r)            |
| ------------------------------------------------- | ------------------------------- | ----------------------- |
| Ben-Hur                                           | Metro-Goldwyn-Mayer             | Sam Zimbalist           |
| Et mords analyse (eng: Anatomy of a Murder)       | Columbia                        | Otto Preminger          |
| Anne Franks dagbog (eng: The Diary of Anne Frank) | 20th Century Fox                | George Stevens          |
| Nonnen (eng: The Nun's Story)                     | Warner Bros.                    | Henry Blanke            |
| En plads på toppen (eng: Room at the Top)         | Continental, British Lion Films | John Woolf, James Woolf |

## 1960'erne
Årstallene i nedenstående liste angiver tidspunktet for filmens premiere (i Californien) og dermed året før selve Oscar-uddelingen.
| Film                                     | Produktionsselskab(er) | Producere(r)   |
| ---------------------------------------- | ---------------------- | -------------- |
| Nøglen under måtten (eng: The Apartment) | United Artists         | Billy Wilder   |
| The Alamo                                | United Artists         | John Wayne     |
| Elmer Gantry                             | United Artists         | Bernard Smith  |
| Sønner og elskere (eng: Sons and Lovers) | 20th Century Fox       | Jerry Wald     |
| Fjerne horisonter (eng: The Sundowners)  | Warner Bros.           | Fred Zinnemann |

| Film                                           | Produktionsselskab(er) | Producere(r)   |
| ---------------------------------------------- | ---------------------- | -------------- |
| West Side Story                                | United Artists         | Robert Wise    |
| Fanny                                          | Warner Bros.           | Joshua Logan   |
| Navarones kanoner (eng: The Guns of Navarone)  | Columbia               | Carl Foreman   |
| Hajen (eng: The Hustler)                       | 20th Century Fox       | Robert Rossen  |
| Dommen i Nürnberg (eng: Judgment at Nuremberg) | United Artists         | Stanley Kramer |

| Film                                               | Produktionsselskab(er) | Producere(r)     |
| -------------------------------------------------- | ---------------------- | ---------------- |
| Lawrence af Arabien (eng: Lawrence of Arabia)      | Columbia               | Sam Spiegel      |
| Den længste dag (eng: The Longest Day)             | 20th Century Fox       | Darryl F. Zanuck |
| The Music Man                                      | Warner Bros.           | Morton DaCosta   |
| Mytteri på Bounty (eng: Mutiny on the Bounty)      | Metro-Goldwyn-Mayer    | Aaron Rosenberg  |
| Dræb ikke en sangfugl (eng: To Kill a Mockingbird) | U-I                    | Alan J. Pakula   |

| Film                                        | Produktionsselskab(er)        | Producere(r)    |
| ------------------------------------------- | ----------------------------- | --------------- |
| Tom Jones                                   | United Artists                | Tony Richardson |
| Amerika, Amerika (eng: America, America)    | Warner Bros.                  | Elia Kazan      |
| Cleopatra                                   | 20th Century Fox              | Walter Wanger   |
| Vi vandt vesten (eng: How the West Was Won) | Metro-Goldwyn-Mayer, Cinerama | Bernard Smith   |
| Markens liljer (eng: Lilies of the Field)   | United Artists                | Ralph Nelson    |

| Film                                                                 | Produktionsselskab(er)  | Producere(r)            |
| -------------------------------------------------------------------- | ----------------------- | ----------------------- |
| My Fair Lady                                                         | Warner Bros.            | Jack L. Warner          |
| Becket                                                               | Paramount               | Hal B. Wallis           |
| Dr. Strangelove or: How I Learned to Stop Worrying and Love the Bomb | Columbia                | Stanley Kubrick         |
| Mary Poppins                                                         | Walt Disney Productions | Walt Disney, Bill Walsh |
| Zorba, grækeren (eng: Zorba the Greek)                               | 20th Century Fox        | Michael Cacoyannis      |

| Film                                | Produktionsselskab(er) | Producere(r)   |
| ----------------------------------- | ---------------------- | -------------- |
| The Sound of Music                  | 20th Century Fox       | Robert Wise    |
| Darling                             | Embassy                | Joseph Janni   |
| Doktor Zivago (eng: Doctor Zhivago) | Metro-Goldwyn-Mayer    | Carlo Ponti    |
| Narreskibet (eng: Ship of Fools)    | Columbia               | Stanley Kramer |
| A Thousand Clowns                   | United Artists         | Fred Coe       |

| Film                                                                                      | Produktionsselskab(er) | Producere(r)   |
| ----------------------------------------------------------------------------------------- | ---------------------- | -------------- |
| Mand til alle tider (eng: A Man for All Seasons)                                          | Columbia               | Fred Zinnemann |
| Alfie                                                                                     | Paramount              | Lewis Gilbert  |
| Russerne kommer, russerne kommer! (eng: The Russians Are Coming, the Russians Are Coming) | United Artists         | Norman Jewison |
| Kanonbåden San Pablo (eng: The Sand Pebbles)                                              | 20th Century Fox       | Robert Wise    |
| Hvem er bange for Virginia Woolf? (eng: Who's Afraid of Virginia Woolf?)                  | Warner Bros.           | Ernest Lehman  |

| Film                                                               | Produktionsselskab(er)   | Producere(r)     |
| ------------------------------------------------------------------ | ------------------------ | ---------------- |
| I nattens hede (eng: In the Heat of the Night)                     | United Artists           | Walter Mirisch   |
| Bonnie og Clyde (eng: Bonnie and Clyde)                            | Warner Bros., Seven Arts | Warren Beatty    |
| Doktor Dolittle (eng: Doctor Dolittle)                             | 20th Century Fox         | Arthur P. Jacobs |
| Fagre voksne verden (eng: The Graduate)                            | Embassy                  | Lawrence Turman  |
| Gæt hvem der kommer til middag (eng: Guess Who's Coming to Dinner) | Columbia                 | Stanley Kramer   |

| Film                                   | Produktionsselskab(er) | Producere(r)                           |
| -------------------------------------- | ---------------------- | -------------------------------------- |
| Oliver!                                | Columbia               | John Woolf                             |
| Funny Girl                             | Columbia               | Ray Stark                              |
| The Lion in Winter                     | Avco Embassy           | Martin Poll                            |
| Rachel, Rachel                         | Warner Bros.           | Paul Newman                            |
| Romeo og Julie (eng: Romeo and Juliet) | Paramount              | Anthony Havelock-Allan, John Brabourne |

| Film                                                          | Produktionsselskab(er) | Producere(r)                  |
| ------------------------------------------------------------- | ---------------------- | ----------------------------- |
| Midnight Cowboy                                               | United Artists         | Jerome Hellman                |
| Anne, dronning i tusind dage (eng: Anne of the Thousand Days) | Universal              | Hal B. Wallis                 |
| Butch Cassidy and the Sundance Kid                            | 20th Century Fox       | John Foreman                  |
| Hello Dolly (eng: Hello, Dolly!)                              | 20th Century Fox       | Ernest Lehman                 |
| Z[K]                                                          | Cinema V               | Jacques Perrin, Ahmed Rachedi |

## 1970'erne
Årstallene i nedenstående liste angiver tidspunktet for filmens premiere (i Californien) og dermed året før selve Oscar-uddelingen.
| Film                                   | Produktionsselskab(er) | Producere(r)                   |
| -------------------------------------- | ---------------------- | ------------------------------ |
| Patton                                 | 20th Century Fox       | Frank McCarthy                 |
| Airport - vinger af ild (eng: Airport) | Universal              | Ross Hunter                    |
| Five Easy Pieces                       | Columbia               | Bob Rafelson, Richard Wechsler |
| Love Story                             | Paramount              | Howard G. Minsky               |
| MASH                                   | 20th Century Fox       | Ingo Preminger                 |

| Film                                            | Produktionsselskab(er) | Producere(r)        |
| ----------------------------------------------- | ---------------------- | ------------------- |
| The French Connection                           | 20th Century Fox       | Philip D'Antoni     |
| Clockwork Orange (eng: A Clockwork Orange)      | Warner Bros.           | Stanley Kubrick     |
| Spillemand på tagryg (eng: Fiddler on the Roof) | United Artists         | Norman Jewison      |
| The Last Picture Show                           | Columbia               | Stephen J. Friedman |
| Nicholas and Alexandra                          | Columbia               | Sam Spiegel         |

| Film                                 | Produktionsselskab(er) | Producere(r)      |
| ------------------------------------ | ---------------------- | ----------------- |
| The Godfather                        | Paramount              | Albert S. Ruddy   |
| Cabaret                              | Allied Artists         | Cy Feuer          |
| Udflugt med døden (eng: Deliverance) | Warner Bros.           | John Boorman      |
| Udvandrene (eng: The Emigrants)[K]   | Warner Bros.           | Bengt Forslund    |
| Drømmen om et nyt liv (eng: Sounder) | 20th Century Fox       | Robert B. Radnitz |

| Film                                           | Produktionsselskab(er) | Producere(r)                                |
| ---------------------------------------------- | ---------------------- | ------------------------------------------- |
| Sidste stik (eng: The Sting)                   | Universal              | Tony Bill, Michael Phillips, Julia Phillips |
| Sidste nat med kliken (eng: American Graffiti) | Lucasfilm, Universal   | Francis Ford Coppola, Gary Kurtz            |
| Cries and Whispers[K]                          | New World Pictures     | Ingmar Bergman                              |
| Eksorcisten (eng: The Exorcist)                | Warner Bros.           | William Peter Blatty                        |
| En pikant affære (eng: A Touch of Class)       | Avco Embassy           | Melvin Frank                                |

| Film                                             | Produktionsselskab(er)         | Producere(r)                                       |
| ------------------------------------------------ | ------------------------------ | -------------------------------------------------- |
| The Godfather Part II[O]                         | Paramount                      | Francis Ford Coppola, Gray Frederickson, Fred Roos |
| Chinatown                                        | Paramount                      | Robert Evans                                       |
| Aflytningen (eng:The Conversation)               | Paramount                      | Francis Ford Coppola                               |
| Lenny                                            | United Artists                 | Marvin Worth                                       |
| Det tårnhøje helvede (eng: The Towering Inferno) | 20th Century Fox, Warner Bros. | Irwin Allen                                        |

| Film                                             | Produktionsselskab(er) | Producere(r)                    |
| ------------------------------------------------ | ---------------------- | ------------------------------- |
| Gøgereden (eng: One Flew Over the Cuckoo's Nest) | United Artists         | Saul Zaentz[N], Michael Douglas |
| Barry Lyndon                                     | Warner Bros.           | Stanley Kubrick                 |
| En skæv eftermiddag (eng: Dog Day Afternoon)     | Warner Bros.           | Martin Bregman, Martin Elfand   |
| Dødens gab (eng: Jaws)                           | Universal              | Richard D. Zanuck               |
| Nashville                                        | Paramount              | Robert Altman                   |

| Film                                                  | Produktionsselskab(er)              | Producere(r)                        |
| ----------------------------------------------------- | ----------------------------------- | ----------------------------------- |
| Rocky                                                 | United Artists                      | Irwin Winkler, Robert Chartoff      |
| Alle præsidentens mænd (eng: All the President's Men) | Warner Bros.                        | Walter Coblenz                      |
| Landet der er mit (eng: Bound for Glory)              | United Artists                      | Robert F. Blumofe, Harold Leventhal |
| Nettet (eng: Network)                                 | Metro-Goldwyn-Mayer, United Artists | Howard Gottfried                    |
| Taxi Driver                                           | Columbia                            | Michael Phillips, Julia Phillips    |

| Film                                     | Produktionsselskab(er)            | Producere(r)                  |
| ---------------------------------------- | --------------------------------- | ----------------------------- |
| Mig og Annie (eng: Annie Hall)           | United Artists                    | Charles H. Joffe              |
| Hvem sover hvor? (eng: The Goodbye Girl) | Metro-Goldwyn-Mayer, Warner Bros. | Ray Stark                     |
| Julia                                    | 20th Century Fox                  | Richard Roth                  |
| Star Wars                                | Lucasfilm, 20th Century Fox       | Gary Kurtz                    |
| Skillevejen (eng: The Turning Point)     | 20th Century Fox                  | Herbert Ross, Arthur Laurents |

| Film                                         | Produktionsselskab(er) | Producere(r)                                                  |
| -------------------------------------------- | ---------------------- | ------------------------------------------------------------- |
| The Deer Hunter                              | Universal              | Barry Spikings, Michael Deeley, Michael Cimino, John Peverall |
| Coming Home - på vej hjem (eng: Coming Home) | United Artists         | Jerome Hellman                                                |
| Himlen må vente (eng: Heaven Can Wait)       | Paramount              | Warren Beatty                                                 |
| Midnight Express                             | Columbia               | Alan Marshall, David Puttnam                                  |
| En fri kvinde (eng: An Unmarried Woman)      | 20th Century Fox       | Paul Mazursky, Tony Ray                                       |

| Film                                       | Produktionsselskab(er) | Producere(r)                                                      |
| ------------------------------------------ | ---------------------- | ----------------------------------------------------------------- |
| Kramer mod Kramer (eng: Kramer vs. Kramer) | Columbia               | Stanley R. Jaffe                                                  |
| All That Jazz                              | 20th Century Fox       | Robert Alan Aurthur                                               |
| Dommedag nu (eng: Apocalypse Now)          | United Artists         | Francis Ford Coppola, Fred Roos, Gray Frederickson, Tom Sternberg |
| Udbrud (eng: Breaking Away)                | 20th Century Fox       | Peter Yates                                                       |
| Norma Rae                                  | 20th Century Fox       | Tamara Asseyev, Alex Rose                                         |

## 1980'erne
Årstallene i nedenstående liste angiver tidspunktet for filmens premiere (i Californien) og dermed året før selve Oscar-uddelingen.
| Film                                               | Produktionsselskab(er) | Producere(r)                   |
| -------------------------------------------------- | ---------------------- | ------------------------------ |
| En ganske almindelig familie (en: Ordinary People) | Paramount              | Ronald L. Schwary              |
| Coal Miner's Daughter                              | Universal              | Bernard Schwartz               |
| Elefantmanden (eng: The Elephant Man)              | Paramount              | Jonathan Sanger                |
| Tyren fra Bronx (eng: Raging Bull)                 | United Artists         | Irwin Winkler, Robert Chartoff |
| Tess                                               | Columbia               | Claude Berri, Timothy Burrill  |

| Film                                                         | Produktionsselskab(er)         | Producere(r)   |
| ------------------------------------------------------------ | ------------------------------ | -------------- |
| Viljen til sejr (eng: Chariots of Fire)                      | The Ladd Company, Warner Bros. | David Puttnam  |
| Atlantic City                                                | Paramount                      | Denis Héroux   |
| Deres sensommer (eng: On Golden Pond)                        | ITC, Universal                 | Bruce Gilbert  |
| Jagten på den forsvundne skat (eng: Raiders of the Lost Ark) | Lucasfilm, Paramount           | Frank Marshall |
| Reds                                                         | Paramount                      | Warren Beatty  |

| Film                       | Produktionsselskab(er) | Producere(r)                          |
| -------------------------- | ---------------------- | ------------------------------------- |
| Gandhi                     | Columbia               | Richard Attenborough                  |
| E.T. the Extra-Terrestrial | Universal              | Steven Spielberg, Kathleen Kennedy[M] |
| Missing                    | Universal              | Edward Lewis, Mildred Lewis           |
| Tootsie                    | Columbia               | Sydney Pollack, Dick Richards         |
| Dommen (eng: The Verdict)  | 20th Century Fox       | Richard D. Zanuck, David Brown        |

| Film                                              | Produktionsselskab(er)         | Producere(r)                   |
| ------------------------------------------------- | ------------------------------ | ------------------------------ |
| Tid til kærtegn (eng: Terms of Endearment)        | Paramount                      | James L. Brooks                |
| Gensyn med vennerne (eng: The Big Chill)          | Columbia                       | Michael Shamberg               |
| Påklæderen (eng: The Dresser)                     | Columbia                       | Peter Yates                    |
| Mænd af den rette støbning (eng: The Right Stuff) | Warner Bros., The Ladd Company | Irwin Winkler, Robert Chartoff |
| Den sidste drøm (eng: Tender Mercies)             | EMI Films, Universal           | Philip S. Hobel                |

| Film                                             | Produktionsselskab(er) | Producere(r)                                      |
| ------------------------------------------------ | ---------------------- | ------------------------------------------------- |
| Amadeus                                          | Orion                  | Saul Zaentz                                       |
| The Killing Fields                               | Warner Bros.           | David Puttnam                                     |
| Vejen til Indien (eng: A Passage to India)       | Columbia               | John Brabourne, Richard Goodwin                   |
| En plads i mit hjerte (eng: Places in the Heart) | Tri-Star               | Arlene Donovan                                    |
| A Soldier's Story                                | Columbia               | Norman Jewison, Ronald L. Schwary, Patrick Palmer |

| Film                                 | Produktionsselskab(er)                | Producere(r)                                                     |
| ------------------------------------ | ------------------------------------- | ---------------------------------------------------------------- |
| Mit Afrika (eng: Out of Africa)      | Universal                             | Sydney Pollack                                                   |
| Farven lilla (eng: The Color Purple) | Warner Bros.                          | Steven Spielberg, Kathleen Kennedy, Frank Marshall, Quincy Jones |
| Kiss of the Spider Woman             | Island Alive                          | David Weisman                                                    |
| Familiens ære (eng: Prizzi's Honor)  | 20th Century Fox, ABC Motion Pictures | John Foreman                                                     |
| Vidnet (eng: Witness)                | Paramount                             | Edward S. Feldman                                                |

| Film                                                  | Produktionsselskab(er) | Producere(r)                     |
| ----------------------------------------------------- | ---------------------- | -------------------------------- |
| Platoon                                               | Orion                  | Arnold Kopelson                  |
| Children of a Lesser God                              | Paramount              | Burt Sugarman, Patrick J. Palmer |
| Hannah og hendes søstre (eng: Hannah and Her Sisters) | Orion                  | Robert Greenhut                  |
| The Mission                                           | Warner Bros.           | Fernando Ghia, David Puttnam     |
| Værelse med udsigt (eng: A Room with a View)          | Cinecom                | Ismail Merchant                  |

| Film                                         | Produktionsselskab(er) | Producere(r)                      |
| -------------------------------------------- | ---------------------- | --------------------------------- |
| Den sidste kejser (eng: The Last Emperor)[O] | Columbia               | Jeremy Thomas                     |
| Broadcast News                               | 20th Century Fox       | James L. Brooks                   |
| Farligt begær (eng: Fatal Attraction)        | Paramount              | Stanley R. Jaffe, Sherry Lansing  |
| Hope and Glory                               | Columbia               | John Boorman                      |
| Lunefulde måne (eng: Moonstruck)             | Metro-Goldwyn-Mayer    | Patrick J. Palmer, Norman Jewison |

| Film                                                 | Produktionsselskab(er) | Producere(r)                                  |
| ---------------------------------------------------- | ---------------------- | --------------------------------------------- |
| Rain Man                                             | United Artists         | Mark Johnson                                  |
| Turist ved et tilfælde (eng: The Accidental Tourist) | Warner Bros.           | Lawrence Kasdan, Charles Okun, Michael Grillo |
| Farlige forbindelser (eng: Dangerous Liaisons)       | Warner Bros.           | Norma Heyman, Hank Moonjean                   |
| Mississippi Burning                                  | Orion                  | Frederick Zollo, Robert F. Colesberry         |
| Working Girl                                         | 20th Century Fox       | Douglas Wick                                  |

| Film                                               | Produktionsselskab(er) | Producere(r)                               |
| -------------------------------------------------- | ---------------------- | ------------------------------------------ |
| Driving Miss Daisy                                 | Warner Bros.           | Richard D. Zanuck, Lili Fini Zanuck        |
| Født den 4. juli (eng: Born on the Fourth of July) | Universal              | A. Kitman Ho, Oliver Stone                 |
| Døde poeters klub (eng: Dead Poets Society)        | Touchstone Pictures    | Steven Haft, Paul Junger Witt, Tony Thomas |
| Field of Dreams                                    | Universal              | Lawrence Gordon, Charles Gordon            |
| Min venstre fod (eng: My Left Foot)                | Miramax                | Noel Pearson                               |

## 1990'erne
Årstallene i nedenstående liste angiver tidspunktet for filmens premiere (i Californien) og dermed året før selve Oscar-uddelingen.
| Film                                       | Produktionsselskab(er) | Producere(r)                      |
| ------------------------------------------ | ---------------------- | --------------------------------- |
| Danser med ulve (eng: Dancing with Wolves) | Orion                  | Jim Wilson, Kevin Costner         |
| Livet længe leve (eng: Awakenings)         | Columbia               | Walter F. Parkes, Lawrence Lasker |
| Ghost                                      | Paramount              | Lisa Weinstein                    |
| The Godfather Part III                     | Paramount              | Francis Ford Coppola              |
| Goodfellas                                 | Warner Bros.           | Irwin Winkler                     |

| Film                                            | Produktionsselskab(er) | Producere(r)                                |
| ----------------------------------------------- | ---------------------- | ------------------------------------------- |
| Ondskabens øjne (eng: The Silence of the Lambs) | Orion                  | Edward Saxon, Kenneth Utt, Ron Bozman       |
| Skønheden og udyret (eng: Beauty and the Beast) | Disney                 | Don Hahn                                    |
| Bugsy                                           | TriStar                | Mark Johnson, Barry Levinson, Warren Beatty |
| JFK                                             | Warner Bros.           | A. Kitman Ho, Oliver Stone                  |
| The Prince of Tides                             | Columbia               | Barbra Streisand, Andrew S. Karsch          |

| Film                                      | Produktionsselskab(er)              | Producere(r)                 |
| ----------------------------------------- | ----------------------------------- | ---------------------------- |
| De nådesløse (eng: Unforgiven)            | Warner Bros.                        | Clint Eastwood               |
| The Crying Game                           | Miramax                             | Stephen Woolley              |
| Et spørgsmål om ære (eng: A Few Good Men) | Columbia, Castle Rock Entertainment | Rob Reiner, Andrew Scheinman |
| Howards End                               | Sony Pictures Classics              | Ismail Merchant              |
| En duft af kvinde (eng: Scent of a Woman) | Universal                           | Martin Brest                 |

| Film                                             | Produktionsselskab(er) | Producere(r)                                     |
| ------------------------------------------------ | ---------------------- | ------------------------------------------------ |
| Schindlers liste (eng: Schindler's List)         | Universal              | Steven Spielberg, Gerald R. Molen, Branko Lustig |
| Flygtningen (eng: The Fugitive)                  | Warner Bros.           | Arnold Kopelson                                  |
| I faderens navn (eng: In the Name of the Father) | Universal              | Jim Sheridan                                     |
| The Piano                                        | Miramax                | Jane Campion                                     |
| Resten af dagen (eng: The Remains of the Day)    | Columbia               | Mike Nichols, John Calley, Ismail Merchant       |

| Film                                                                | Produktionsselskab(er)                  | Producere(r)                                                   |
| ------------------------------------------------------------------- | --------------------------------------- | -------------------------------------------------------------- |
| Forrest Gump                                                        | Paramount                               | Wendy Finerman, Steve Tisch, Steve Starkey                     |
| Fire bryllupper og en begravelse (eng: Four Weddings and a Funeral) | PolyGram Filmed Entertainment, Gramercy | Duncan Kenworthy                                               |
| Pulp Fiction                                                        | Miramax                                 | Lawrence Bender                                                |
| Quiz Show                                                           | Hollywood Pictures                      | Michael Jacobs, Julian Krainin, Michael Nozick, Robert Redford |
| En verden udenfor (eng: The Shawshank Redemption)                   | Columbia, Castle Rock Entertainment     | Niki Marvin                                                    |

| Film                                            | Produktionsselskab(er)            | Producere(r)                                             |
| ----------------------------------------------- | --------------------------------- | -------------------------------------------------------- |
| Braveheart                                      | Paramount, Icon, 20th Century Fox | Mel Gibson, Alan Ladd, Jr., Bruce Davey                  |
| Apollo 13                                       | Universal, Imagine Entertainment  | Brian Grazer                                             |
| Babe                                            | Universal                         | Bill Miller, George Miller, Doug Mitchell                |
| Il Postino[K]                                   | Miramax                           | Mario Cecchi Gori, Vittorio Cecchi Gori, Gaetano Daniele |
| Fornuft og følelse (eng: Sense and Sensibility) | Columbia                          | Lindsay Doran                                            |

| Film                                            | Produktionsselskab(er)                  | Producere(r)                                                 |
| ----------------------------------------------- | --------------------------------------- | ------------------------------------------------------------ |
| Den engelske patient (eng: The English Patient) | Miramax                                 | Saul Zaentz                                                  |
| Fargo                                           | PolyGram Filmed Entertainment, Gramercy | Ethan Coen                                                   |
| Jerry Maguire                                   | Gracie Films, TriStar                   | James L. Brooks, Laurence Mark, Richard Sakai, Cameron Crowe |
| Hemmeligheder og løgne (eng: Secrets & Lies)    | October Films                           | Simon Channing-Williams                                      |
| Shine                                           | Fine Line Features                      | Jane Scott                                                   |

| Film                                           | Produktionsselskab(er)                                | Producere(r)                                       |
| ---------------------------------------------- | ----------------------------------------------------- | -------------------------------------------------- |
| Titanic                                        | Lightstorm Entertainment, 20th Century Fox, Paramount | James Cameron, Jon Landau                          |
| Det bli'r ikke bedre (eng: As Good as It Gets) | TriStar                                               | James L. Brooks, Bridget Johnson, Kristi Zea       |
| Det' bare mænd (eng: The Full Monty)           | Fox Searchlight                                       | Umberto Pasolini                                   |
| Good Will Hunting                              | Miramax                                               | Lawrence Bender                                    |
| L.A. Confidential                              | Warner Bros.                                          | Curtis Hanson, Arnon Milchan, Michael G. Nathanson |

| Film                                          | Produktionsselskab(er)                  | Producere(r)                                                                |
| --------------------------------------------- | --------------------------------------- | --------------------------------------------------------------------------- |
| Shakespeare in Love                           | Miramax/Universal                       | David Parfitt, Donna Gigliotti, Harvey Weinstein, Edward Zwick, Marc Norman |
| Elizabeth                                     | PolyGram Filmed Entertainment, Gramercy | Shekhar Kapur, Alison Owen, Eric Fellner, Tim Bevan                         |
| Livet er smukt[K] (ita: La vita è bella)      | Miramax                                 | Elda Ferri, Gianluigi Braschi                                               |
| Saving Private Ryan                           | DreamWorks, Paramount                   | Steven Spielberg, Ian Bryce, Mark Gordon, Gary Levinsohn                    |
| Den tynde røde linje (eng: The Thin Red Line) | 20th Century Fox                        | Robert Michael Geisler, John Roberdeau, Grant Hill                          |

| Film                                             | Produktionsselskab(er)                  | Producere(r)                                                       |
| ------------------------------------------------ | --------------------------------------- | ------------------------------------------------------------------ |
| American Beauty                                  | DreamWorks                              | Bruce Cohen, Dan Jinks                                             |
| Æblemostreglementet (eng: The Cider House Rules) | Miramax                                 | Richard N. Gladstein                                               |
| Den Grønne Mil (eng: The Green Mile)             | Castle Rock Entertainment, Warner Bros. | Frank Darabont, David Valdes                                       |
| The Insider                                      | Touchstone Pictures                     | Pieter Jan Brugge, Michael Mann                                    |
| Den sjette sans (eng: The Sixth Sense)           | Hollywood Pictures                      | Frank Marshall, Kathleen Kennedy, Barry Mendel, M. Night Shyamalan |

## 2000'erne
Årstallene i nedenstående liste angiver tidspunktet for filmens premiere (i Californien) og dermed året før selve Oscar-uddelingen.
| Film                                                                    | Produktionsselskab(er) | Producere(r)                                      |
| ----------------------------------------------------------------------- | ---------------------- | ------------------------------------------------- |
| Gladiator                                                               | DreamWorks, Universal  | Douglas Wick, David Franzoni, Branko Lustig       |
| Chocolat                                                                | Miramax                | David Brown, Kit Golden, Leslie Holleran          |
| Tiger på spring, drage i skjul (eng: Crouching Tiger, Hidden Dragon)[K] | Sony Pictures Classics | William Kong, Hsu Li Kong, Ang Lee                |
| Erin Brockovich                                                         | Universal, Columbia    | Danny DeVito, Michael Shamberg, Stacey Sher       |
| Traffic                                                                 | USA Films              | Edward Zwick, Marshall Herskovitz, Laura Bickford |

| Film                                                                                          | Produktionsselskab(er) | Producere(r)                                 |
| --------------------------------------------------------------------------------------------- | ---------------------- | -------------------------------------------- |
| Et smukt sind (eng: A Beautiful Mind)                                                         | Universal, DreamWorks  | Brian Grazer, Ron Howard                     |
| Gosford Park                                                                                  | USA Films              | Robert Altman, Bob Balaban, David Levy       |
| In the Bedroom                                                                                | Miramax                | Graham Leader, Ross Katz, Todd Field         |
| Ringenes Herre - Eventyret om Ringen (eng: The Lord of the Rings: The Fellowship of the Ring) | New Line Cinema        | Peter Jackson, Fran Walsh, Barrie M. Osborne |
| Moulin Rouge!                                                                                 | 20th Century Fox       | Martin Brown, Baz Luhrmann, Fred Baron       |

| Film                                                                      | Produktionsselskab(er) | Producere(r)                                 |
| ------------------------------------------------------------------------- | ---------------------- | -------------------------------------------- |
| Chicago                                                                   | Miramax                | Martin Richards                              |
| Gangs of New York                                                         | Miramax                | Alberto Grimaldi, Harvey Weinstein           |
| The Hours                                                                 | Paramount, Miramax     | Scott Rudin, Robert Fox                      |
| Ringenes Herre - De To Tårne (eng: The Lord of the Rings: The Two Towers) | New Line Cinema        | Barrie M. Osborne, Fran Walsh, Peter Jackson |
| Pianisten (eng: The Pianist)                                              | Focus Features         | Roman Polanski, Robert Benmussa, Alain Sarde |

| Film                                                                                          | Produktionsselskab(er)               | Producere(r)                                      |
| --------------------------------------------------------------------------------------------- | ------------------------------------ | ------------------------------------------------- |
| Ringenes Herre - Kongen vender tilbage (eng: The Lord of the Rings: The Return of the King)   | New Line Cinema                      | Barrie M. Osborne, Peter Jackson, Fran Walsh      |
| Lost in Translation                                                                           | Focus Features                       | Ross Katz, Sofia Coppola                          |
| Master and Commander: Til verdens ende (eng: Master and Commander: The Far Side of the World) | 20th Century Fox, Miramax, Universal | Samuel Goldwyn, Jr., Peter Weir, Duncan Henderson |
| Mystic River                                                                                  | Warner Bros.                         | Robert Lorenz, Judie G. Hoyt, Clint Eastwood      |
| Seabiscuit                                                                                    | Universal, DreamWorks                | Kathleen Kennedy, Frank Marshall, Gary Ross       |

| Film                | Produktionsselskab(er) | Producere(r)                                     |
| ------------------- | ---------------------- | ------------------------------------------------ |
| Million Dollar Baby | Warner Bros.           | Clint Eastwood, Albert S. Ruddy, Tom Rosenberg   |
| The Aviator         | Warner Bros., Miramax  | Michael Mann, Graham King                        |
| Finding Neverland   | Miramax                | Richard N. Gladstein, Nellie Bellflower          |
| Ray                 | Universal              | Taylor Hackford, Stuart Benjamin, Howard Baldwin |
| Sideways            | Fox Searchlight        | Michael London                                   |

| Film                      | Produktionsselskab(er)   | Producere(r)                                     |
| ------------------------- | ------------------------ | ------------------------------------------------ |
| Crash                     | Lions Gate Entertainment | Paul Haggis, Cathy Schulman                      |
| Brokeback Mountain        | Focus Features           | Diana Ossana, James Schamus                      |
| Capote                    | United Artists           | Caroline Baron, William Vince, Michael Ohoven    |
| Good Night, and Good Luck | Warner Bros.             | Grant Heslov                                     |
| München (eng: Munich)     | DreamWorks, Universal    | Steven Spielberg, Kathleen Kennedy, Barry Mendel |

| Film                     | Produktionsselskab(er) | Producere(r)                                        |
| ------------------------ | ---------------------- | --------------------------------------------------- |
| The Departed             | Warner Bros.           | Graham King                                         |
| Babel                    | Paramount Vantage      | Alejandro González Iñárritu, Steve Golin, Jon Kilik |
| Letters from Iwo Jima[K] | Warner Bros.           | Clint Eastwood, Steven Spielberg, Robert Lorenz     |
| Little Miss Sunshine     | Fox Searchlight        | David T. Friendly, Peter Saraf, Marc Turtletaub     |
| The Queen                | Miramax                | Andy Harries, Christine Langan, Tracey Seaward      |

| Film                    | Produktionsselskab(er)     | Producere(r)                                     |
| ----------------------- | -------------------------- | ------------------------------------------------ |
| No Country for Old Men  | Miramax, Paramount Vantage | Scott Rudin, Ethan Coen, Joel Coen               |
| Soning (eng: Atonement) | Focus Features             | Tim Bevan, Eric Fellner, Paul Webster            |
| Juno                    | Fox Searchlight            | Lianne Halfon, Mason Novick, Russell Smith       |
| Michael Clayton         | Warner Bros.               | Jennifer Fox, Kerry Orent, Sydney Pollack        |
| There Will Be Blood     | Paramount Vantage, Miramax | Paul Thomas Anderson, Daniel Lupi, JoAnne Sellar |

| Film                                                                         | Produktionsselskab(er)        | Producere(r)                                                       |
| ---------------------------------------------------------------------------- | ----------------------------- | ------------------------------------------------------------------ |
| Slumdog Millionaire[O]                                                       | Fox Searchlight, Warner Bros. | Christian Colson                                                   |
| Benjamin Buttons forunderlige liv (eng: The Curious Case of Benjamin Button) | Paramount, Warner Bros.       | Kathleen Kennedy, Frank Marshall, Cean Chaffin                     |
| Frost/Nixon                                                                  | Universal                     | Ron Howard, Brian Grazer, Eric Fellner                             |
| Milk                                                                         | Focus Features                | Bruce Cohen, Dan Jinks                                             |
| The Reader                                                                   | The Weinstein Co.             | Anthony Minghella, Sydney Pollack, Donna Gigliotti, Redmond Morris |

| Film                                            | Produktionsselskab(er)                     | Producere(r)                                               |
| ----------------------------------------------- | ------------------------------------------ | ---------------------------------------------------------- |
| The Hurt Locker                                 | Summit Entertainment                       | Kathryn Bigelow, Mark Boal, Nicolas Chartier, Greg Shapiro |
| Avatar                                          | Lightstorm Entertainment, 20th Century Fox | James Cameron, Jon Landau                                  |
| The Blind Side                                  | Warner Bros.                               | Gil Netter, Andrew A. Kosove, Broderick Johnson            |
| District 9                                      | TriStar                                    | Peter Jackson, Carolynne Cunningham                        |
| An Education                                    | Sony Pictures Classics                     | Finola Dwyer, Amanda Posey                                 |
| Inglourious Basterds                            | The Weinstein Co., Universal               | Lawrence Bender                                            |
| Precious: Based on the Novel "Push" by Sapphire | Lions Gate Entertainment                   | Lee Daniels, Sarah Siegel-Magness, Gary Magness            |
| A Serious Man                                   | Focus Features                             | Joel Coen, Ethan Coen                                      |
| Op (eng: Up)                                    | Disney/Pixar                               | Jonas Rivera                                               |
| Up in the Air                                   | Paramount                                  | Daniel Dubiecki, Ivan Reitman, Jason Reitman               |

## 2010'erne
Årstallene i nedenstående liste angiver tidspunktet for filmens premiere (i Californien) og dermed året før selve Oscar-uddelingen.
| Film                   | Produktionsselskab(er) | Producer(e)                                               |
| ---------------------- | ---------------------- | --------------------------------------------------------- |
| The King's Speech      | The Weinstein Co.      | Iain Canning, Emile Sherman, Gareth Unwin                 |
| Black Swan             | Fox Searchlight        | Scott Franklin, Mike Medavoy, Brian Oliver                |
| The Fighter            | Paramount              | David Hoberman, Todd Lieberman, Mark Wahlberg             |
| Inception              | Warner Bros.           | Christopher Nolan, Emma Thomas                            |
| The Kids Are All Right | Focus Features         | Gary Gilbert, Jeffrey Levy-Hinte, Celine Rattray          |
| 127 Hours              | Fox Searchlight        | Danny Boyle, Christian Colson                             |
| The Social Network     | Columbia               | Dana Brunetti, Ceán Chaffin, Michael De Luca, Scott Rudin |
| Toy Story 3            | Disney/Pixar           | Darla K. Anderson                                         |
| True Grit              | Paramount              | Ethan Coen, Joel Coen, Scott Rudin                        |
| Winter's Bone          | Roadside Attractions   | Alix Madigan, Anne Rosellini                              |

| Film                              | Produktionsselskab(er) | Producer(e)                                        |
| --------------------------------- | ---------------------- | -------------------------------------------------- |
| The Artist                        | The Weinstein Co.      | Thomas Langmann                                    |
| The Descendants                   | Fox Searchlight        | Jim Burke, Alexander Payne, Jim Taylor             |
| Extremely Loud & Incredibly Close | Warner Bros.           | Scott Rudin                                        |
| Niceville                         | Touchstone, Dreamworks | Brunson Green, Chris Columbus, Michael Barnathan   |
| Hugo                              | Paramount              | Graham King, Martin Scorsese                       |
| Midnight in Paris                 | Sony Pictures Classics | Letty Aronson, Stephen Tenenbaum                   |
| Moneyball                         | Columbia               | Michael De Luca, Rachael Horovitz, Brad Pitt       |
| The Tree of Life                  | Fox Searchlight        | Sarah Green, Bill Pohlad, Dede Gardner, Grant Hill |
| War Horse                         | Touchstone, Dreamworks | Steven Spielberg, Kathleen Kennedy                 |

| Film                        | Produktionsselskab(er)                                            | Producer(e)                                                  |
| --------------------------- | ----------------------------------------------------------------- | ------------------------------------------------------------ |
| Operation Argo              | Warner Bros.                                                      | Grant Heslov, Ben Affleck, George Clooney                    |
| Amour                       | Les Films du Losange, X Filme Creative Pool, Wega Film Production | Margaret Menegoz, Stefan Arndt, Veit Heiduschka Michael Katz |
| Beasts of the Southern Wild | Fox Searchlight                                                   | Dan Janvey, Josh Penn, Michael Gottwald                      |
| Django Unchained            | The Weinstein Co., Columbia                                       | Stacey Sher, Reginald Hudlin, Pilar Savone                   |
| Les Misérables              | Universal, Working Title Films                                    | Tim Bevan, Eric Fellner, Debra Hayward, Cameron Mackintosh   |
| Life of Pi                  | 20th Century Fox                                                  | Gil Netter, Ang Lee, David Womark                            |
| Lincoln                     | DreamWorks, Touchstone, 20th Century Fox                          | Steven Spielberg, Kathleen Kennedy                           |
| Silver Linings Playbook     | The Weinstein Co.                                                 | Donna Gigliotti, Bruce Cohen, Jonathan Gordon                |
| Zero Dark Thirty            | Columbia                                                          | Mark Boal, Kathryn Bigelow, Megan Ellison                    |

| Film                    | Produktionsselskab(er)                                                                                                   | Producer(e)                                                                |
| ----------------------- | --- | -------------------------------------------------------------------------- |
| 12 Years a Slave        | Fox Searchlight, Regency Enterprises, River Road Entertainment, Plan B Entertainment, New Regency, Film4 Productions     | Brad Pitt, Dede Gardner, Jeremy Kleiner, Steve McQueen, Anthony Katagas    |
| American Hustle         | Columbia Pictures, Atlas Entertainment, Annapurna Pictures                                                               | Charles Roven, Richard Suckle, Megan Ellison, Jonathan Gordon              |
| Captain Phillips        | Columbia Pictures, Michael De Luca Productions, Scott Rudin Productions, Trigger Street                                  | Scott Rudin, Dana Brunetti, Michael De Luca                                |
| Dallas Buyers Club      | Focus Features, Truth Entertainment,Voltage Pictures                                                                     | Robbie Brenner, Rachel Winter                                              |
| Gravity                 | Warner Bros. Pictures, Esperanto Filmoj, Heyday Films                                                                    | Alfonso Cuarón, David Heyman                                               |
| Her                     | Warner Bros. Pictures, Entertainment Film Distributors, Annapurna Pictures                                               | Megan Ellison, Spike Jonze, Vincent Landay                                 |
| Nebraska                | Paramount Vantage, FilmNation Entertainment                                                                              | Albert Berger, Ron Yerxa                                                   |
| Philomena               | The Weinstein Company, Pathé, BBC Films, British Film Institute, Canal+, Cine+, Baby Cow Productions, Magnolia Mae Films | Gabrielle Tana, Steve Coogan, Tracey Seaward                               |
| The Wolf of Wall Street | Paramount, Universal Pictures, Red Granite Pictures, Appian Way Productions, Sikelia Productions, Emjag Productions      | Martin Scorsese, Leonardo DiCaprio, Joey McFarland, Emma Tillinger Koskoff |

| Film                                            | Produktionsselskab(er)                                                                              | Producer(e)                                                               |
| ----------------------------------------------- | --------------------------------------------------------------------------------------------------- | ------------------------------------------------------------------------- |
| Birdman (or The Unexpected Virtue of Ignorance) | Fox Searchlight, Regency Enterprises, Worldview Entertainment                                       | Alejandro González Iñárritu, John Lesher, James W. Skotchdopole           |
| American Sniper                                 | Warner Bros., Village Roadshow Pictures, Mad Chance Productions, 22nd and Indiana Pictures, Malpaso | Clint Eastwood, Robert Lorenz, Andrew Lazar, Bradley Cooper, Peter Morgan |
| Boyhood                                         | IFC, Detour Filmproduction                                                                          | Richard Linklater og Cathleen Sutherland                                  |
| The Grand Budapest Hotel                        | Fox Searchlight, American Empirical Pictures, Indian Paintbrush, Babelsberg Studio                  | Wes Anderson, Scott Rudin, Steven M. Rales, Jeremy Dawson                 |
| The Imitation Game                              | Black Bear Pictures, Bristol Automotive                                                             | Nora Grossman, Ido Ostrowsky, Teddy Schwarzman                            |
| Selma                                           | Paramount, Pathé, Cloud Eight Films, Plan B Entertainment, Harpo Films                              | Christian Colson, Oprah Winfrey, Dede Gardner, Jeremy Kleiner             |
| Teorien om alting                               | Working Title                                                                                       | Tim Bevan, Eric Fellner, Lisa Bruce, Anthony McCarten                     |
| Whiplash                                        | Sony Pictures Classics, Bold Films, Blumhouse Productions, Right of Way Films                       | Jason Blum, Helen Estabrook, David Lancaster                              |

| Film               | Produktionsselskab(er) | Producer(e)                                                                  |
| ------------------ | --- | ---------------------------------------------------------------------------- |
| Spotlight          | Open Road, Anonymous Content, First Look Media, Participant Media, Rocklin/Faust                                                                 | Michael Sugar, Steve Golin, Nicole Rocklin, Blye Pagon Faust                 |
| The Big Short      | Paramount, Regency Enterprises, Plan B Entertainment                                                                                             | Brad Pitt, Dede Gardner, Jeremy Kleiner                                      |
| Bridge of Spies    | DreamWorks, Touchstone, 20th Century Fox, Amblin Entertainment, Participant Media, Afterworks Limited, Studio Babelsberg, Marc Platt Productions | Steven Spielberg, Marc Platt, Kristie Macosko Krieger                        |
| Brooklyn           | TSG Entertainment, BFI, BBC Films, Wildgaze Films, Irish Film Board, Parallel Film Productions, Item 7                                           | Finola Dwyer, Amanda Posey                                                   |
| Mad Max: Fury Road | Warner Bros., Village Roadshow Pictures, Kennedy Miller Mitchell, RatPac-Dune Entertainment                                                      | Doug Mitchell, George Miller                                                 |
| The Martian        | 20th Century Fox, TSG Entertainment, Scott Free Productions, Kinberg Genre                                                                       | Simon Kinberg, Ridley Scott, Michael Schaefer, Mark Huffam                   |
| The Revenant       | 20th Century Fox, Anonymous Content, Appian Way Productions, M Productions, New Regency Pictures, RatPac-Dune Entertainment                      | Arnon Milchan, Steve Golin, Alejandro G. Iñárritu, Mary Parent, Keith Redmon |
| Room               | A24, TG4 Films, Nope Films, Mauvais Plan, Inc., CampTrace Entertainment, Lester Productions                                                      | Ed Guiney                                                                    |

| Film                  | Produktionsselskab(er)                                                                                               | Producer(e)                                                                      |
| --------------------- | --- | -------------------------------------------------------------------------------- |
| Moonlight             | A24, Plan B Entertainment, Pastel Productions                                                                        | Adele Romanski, Dede Gardner, Jeremy Kleiner                                     |
| Arrival               | Paramount, Lava Bear Films, 21 Laps Entertainment, FilmNation Entertainment                                          | Shawn Levy, Dan Levine, Aaron Ryder, David Linde                                 |
| Fences                | Paramount, Bron Studios, Macro Media, Scott Rudin Productions                                                        | Scott Rudin, Denzel Washington, Todd Black                                       |
| Hacksaw Ridge         | Summit Entertainment, Pandemonium Films, Permut Productions, Vendian Entertainment                                   | Bill Mechanic, David Permut                                                      |
| Hell or High Water    | CBS, Lionsgate, Sidney Kimmel Entertainment, OddLot Entertainment, Film 44, LBI Entertainment                        | Carla Hacken, Julie Yorn                                                         |
| Hidden Figures        | 20th Century Fox, TSG Entertainment, Chernin Entertainment, Levantine Films                                          | Donna Gigliotti, Peter Chernin, Jenno Topping, Pharrell Williams, Theodore Melfi |
| La La Land            | Summit Entertainment, Black Label Media, TIK Films Limited, Impostor Pictures, Gilbert Films, Marc Platt Productions | Fred Berger, Jordan Horowitz, Marc Platt                                         |
| Lion                  | The Weinstein Co., Transmission Films, Entertainment Film Distributors                                               | Emile Sherman, Iain Canning, Angie Fielder                                       |
| Manchester by the Sea | Amazon, Roadside Attractions, K Period Media, B Story, CMP, Pearl Street Films                                       | Matt Damon, Kimberly Steward, Chris Moore, Lauren Beck, Kevin J. Walsh           |

2017 (90.)
| Film                                      | Produktionsselskab(er) | Producer(e)                       |
| ----------------------------------------- | ---------------------- | --------------------------------- |
| The Shape of Water                        |                        | Guillermo del Toro, J. Miles Dale |
| Call Me by Your Name                      |                        |                                   |
| Darkest Hour                              |                        |                                   |
| Dunkirk                                   |                        |                                   |
| Get Out                                   |                        |                                   |
| Lady Bird                                 |                        |                                   |
| Phantom Thread                            |                        |                                   |
| The Post                                  |                        |                                   |
| Three Billboards Outside Ebbing, Missouri |                        |                                   |

2018 (91.)
| Film              | Produktionsselskab(er) | Producer(e)                                                                    |
| ----------------- | ---------------------- | ------------------------------------------------------------------------------ |
| Green Book        |                        | Jim Burke, Charles B. Wessler, Brian Currie, Peter Farrelly og Nick Vallelonga |
| Black Panther     | Marvel Studios         | Kevin Feige                                                                    |
| BlacKkKlansman    |                        | Sean McKittrick, Jason Blum, Raymond Mansfield, Jordan Peele og Spike Lee      |
| Bohemian Rhapsody |                        | Graham King                                                                    |
| The Favourite     |                        | Ceci Dempsey, Ed Guiney, Lee Magiday og Yorgos Lanthimos                       |
| Roma              |                        | Gabriela Rodriguez og Alfonso Cuarón                                           |
| A Star Is Born    |                        | Bill Gerber, Bradley Cooper og Lynette Howell Taylor                           |
| Vice              |                        | Dede Gardner, Jeremy Kleiner, Adam McKay og Kevin J. Messick                   |

## 2020'erne
| Udgivelsesår                      | Film                                                                                  | Producere(r)                                                            |
| --------------------------------- | ------------------------------------------------------------------------------------- | ----------------------------------------------------------------------- |
| 2020 (93rd)                       | Nomadland                                                                             | Frances McDormand, Peter Spears, Mollye Asher, Dan Janvey og Chloé Zhao |
| 2020 (93rd)                       | The Father                                                                            | David Parfitt, Jean-Louis Livi og Philippe Carcassonne                  |
| 2020 (93rd)                       | Judas and the Black Messiah                                                           | Shaka King, Charles D. King og Ryan Coogler                             |
| 2020 (93rd)                       | Mank                                                                                  | Ceán Chaffin, Eric Roth og Douglas Urbanski                             |
| 2020 (93rd)                       | Minari                                                                                | Christina Oh                                                            |
| 2020 (93rd)                       | Promising Young Woman                                                                 | Ben Browning, Ashley Fox, Emerald Fennell og Josey McNamara             |
| 2020 (93rd)                       | Sound of Metal                                                                        | Bert Hamelinck og Sacha Ben Harroche                                    |
| 2020 (93rd)                       | The Trial of the Chicago 7                                                            | Marc Platt og Stuart M. Besser                                          |
| 2021 (94rd)                       |                                                                                       |                                                                         |
| CODA                              | Philippe Rousselet, Fabrice Gianfermi og Patrick Wachsberger                          |                                                                         |
| Belfast                           | Laura Berwick, Kenneth Branagh, Becca Kovacik og Tamar Thomas                         |                                                                         |
| Don't Look Up                     | Adam McKay and Kevin Messick                                                          |                                                                         |
| Drive My Car                      | Teruhisa Yamamoto                                                                     |                                                                         |
| Dune                              | Mary Parent, Denis Villeneuve og Cale Boyter                                          |                                                                         |
| King Richard                      | Tim White, Trevor White og Will Smith                                                 |                                                                         |
| Licorice Pizza                    | Sara Murphy, Adam Somner, and Paul Thomas Anderson                                    |                                                                         |
| Nightmare Alley                   | Guillermo del Toro, J. Miles Dale og Bradley Cooper                                   |                                                                         |
| The Power of the Dog              | Jane Campion, Tanya Seghatchian, Emile Sherman, Iain Canning og Roger Frappier        |                                                                         |
| West Side Story                   | Steven Spielberg og Kristie Macosko Krieger                                           |                                                                         |
| 2022 (95th)                       |                                                                                       |                                                                         |
| Everything Everywhere All at Once | Daniel Kwan, Daniel Scheinert og Jonathan Wang                                        |                                                                         |
| All Quiet on the Western Front    | Malte Grunert                                                                         |                                                                         |
| Avatar: The Way of Water          | James Cameron og Jon Landau                                                           |                                                                         |
| The Banshees of Inisherin         | Graham Broadbent, Pete Czernin og Martin McDonagh                                     |                                                                         |
| Elvis                             | Baz Luhrmann, Catherine Martin, Gail Berman, Patrick McCormick og Schuyler Weiss      |                                                                         |
| The Fabelmans                     | Kristie Macosko Krieger, Steven Spielberg og Tony Kushner                             |                                                                         |
| Tár                               | Todd Field, Alexandra Milchan og Scott Lambert                                        |                                                                         |
| Top Gun: Maverick                 | Tom Cruise, Christopher McQuarrie, David Ellison og Jerry Bruckheimer                 |                                                                         |
| Triangle of Sadness               | Erik Hemmendorff og Philippe Bober                                                    |                                                                         |
| Women Talking                     | Dede Gardner, Jeremy Kleiner og Frances McDormand                                     |                                                                         |
| 2023 (96th)                       |                                                                                       |                                                                         |
| Oppenheimer                       | Emma Thomas, Charles Roven og Christopher Nolan                                       |                                                                         |
| American Fiction                  | Ben LeClair, Nikos Karamigios, Cord Jefferson og Jermaine Johnson                     |                                                                         |
| Anatomy of a Fall                 | Marie-Ange Luciani og David Thion                                                     |                                                                         |
| Barbie                            | David Heyman, Margot Robbie, Tom Ackerley og Robbie Brenner                           |                                                                         |
| The Holdovers                     | Mark Johnson                                                                          |                                                                         |
| Killers of the Flower Moon        | Dan Friedkin, Bradley Thomas, Martin Scorsese og Daniel Lupi                          |                                                                         |
| Maestro                           | Bradley Cooper, Steven Spielberg, Fred Berner, Amy Durning og Kristie Macosko Krieger |                                                                         |
| Past Lives                        | David Hinojosa, Christine Vachon og Pamela Koffler                                    |                                                                         |
| Poor Things                       | Ed Guiney, Andrew Lowe, Yorgos Lanthimos og Emma Stone                                |                                                                         |
| The Zone of Interest              | James Wilson                                                                          |                                                                         |

## De ypperligste
| Kategori                                            | Rekordindehaver                                            | Rekord                 | Noter  |
| --------------------------------------------------- | ---------------------------------------------------------- | ---------------------- | ------ |
| Flest "Bedste film"-priser af et selskab            | Metro-Goldwyn-Mayer                                        | 5 priser               | Note 1 |
| Flest "Bedste film"-nomineringer af et selskab      | Metro-Goldwyn-Mayer                                        | 40 nomineringer        |        |
| Flest "Bedste film"-priser til en producer          | Sam Spiegel og Saul Zaentz                                 | 3 priser               | Note 1 |
| Flest "Bedste film"-nomineringer til en producer    | Stanley Kramer, Steven Spielberg og Kathleen Kennedy       | 6 nomineringer         | Note 2 |
| "Bedste film"-vindere med flest andre vundne priser | Ben-Hur, Titanic og Ringenes Herre - Kongen vender tilbage | 11 priser              |        |
| "Bedste film"-vindere med flest nomineringer        | Alt om Eva,Titanic                                         | 14 nomineringer        |        |
| Længste "Bedste film"-vinder                        | Borte med blæsten                                          | 3 timer og 54 minutter | Note 3 |
| Længste "Bedste film"-nomineret                     | Cleopatra                                                  | 4 timer og 3 minutter  | Note 4 |
| Korteste "Bedste film"-vinder                       | Marty                                                      | 1 time og 31 minutter  | Note 5 |
| Korteste "Bedste film"-nomineret                    | She Done Him Wrong                                         | 1 time og 6 minutter   |        |

Note 1: Indtil den 23. Oscar-uddeling i 1950 blev "Bedste film"-statuetten givet til selskabet, der havde produceret filmen. Begyndende med den 24. Oscar-uddeling i 1951 gik statuetten til de enkelte producerer, der stod bag filmen. Bemærk også at der indtil 1943, var ti nominerede film hvert år. Begyndende med 2009 er antallet af nominerede igen på ti. Det første år, hvor flere personer i fællesskab vandt var i 1973 med tre vindere til The Sting. Det største antal af flere vindere i fællesskab er på fem til filmen Shakespeare in Love i 1998. Efter dette har Akademiet indført en grænse på højest tre nominerede producere per film, men ingen regel uden undtagelse, idet at reglen kan blive tilpasset efter "sjældne og usædvanlige omstændigheder", som i 2008, da både Anthony Minghella og Sydney Pollack var posthumt inkluderede i de fire nominerede producere til filmen The Reader.
Note 2: Stanley Kramer, Steven Spielberg og Kathleen Kennedy er de producere, der har modtaget flest "Bedste film"-nomineringer med i alt 6 styk. Hverken Kramer eller Kennedy har nogensinde vundet en "Bedste film"-pris; Spielberg har vundet for filmen Schindlers liste i 1993.
Note 3: Det er fortsat meget tæt løb mellem de to længste "Bedste film"-placerede. Den total filmlængde (uden musik) for Borte med blæsten (1939) varer næsten 221 minutter (3 timer og 41 minutter); med ouverture, intermission og rulletekstmusik, varer den 234 minutter (3 timer og 54 minutter). Den samlede filmlængde (uden musik) af den originale Lawrence af Arabien (1962) varer over 222 minutter (3 timer og 42 minutter), en smule længere end Borte med blæsten. Med de ekstra tilføjelser til Lawrence af Arabien kommer filmen op på en samlede filmlængde på omkring 232 minutter (3 timer og 52 minutter). Hvis man ser sådan på det, er Lawrence af Arabien den længste af de to konkurrenter. De andre længste "Bedste film" er i rækkefølge; Ben-Hur (1959) med 212 minutter (3 timer og 32 minutter) og Ringenes Herre – Kongen vender tilbage (2003) på 201 minutter (3 timer og 21 minutter).
Note 4: Den længste film, der nogensinde har vundet en Oscar er den russiske Krig og Fred (1966-67) i fire dele på i alt 414 minutter (6 timer og 54 minutter), der vandt en "Oscar for bedste udenlandske film".
Note 5: Efter Marty er den næstkorteste "Bedste film"-vinder Mig og Annie (1977) på 93 minutter (1 time og 33 minutter).